# Mathsoft
MathSoft — американская компания основанная в 1984 году Алленом Рэздоу (Allen Razdow) и Дэвидом Бломом (David Blohm) для обеспечения студентов, учителей и профессионалов математическими программами. Компания стала знаменитой благодаря разработке программы Mathcad, мощного приложения для решения и визуализации математических задач. Компания так же создала StudyWorks, целую серию математических и научных образовательных пакетов, предназначенных для обучения школьников и студентов соответствующим математическим дисциплинам.
Mathsoft Engineering and Education, Inc., компания, которая продает эти программные продукты, была подразделением MathSoft. В 2001 году MathSoft продала свои подразделения Инженерных и Образовательных продуктов раздельным управляющим как независимые частные компании. Одно из бывших подразделений MathSoft, FreeScholarships.com, было закрыто, и MathSoft переименовал его в Insightful (Проницательный). Insightful разрабатывает заказные математические программы для бизнеса и продает пакет для статистического анализа данных StatServer. Mathsoft Engineering & Education продолжает разрабатывать и продавать свой флагманский продукт Mathcad, а также Mathcad Calculation Server, корпоративный сервер для разделения технических вычислений.
Mathsoft Engineering & Education, Inc. продвигает термин управление вычислениями (calculation management), который включает разработку, документирование и управление техническими вычислениями и интеллектуальной собственностью.
В апреле 2006 года Mathsoft была приобретена Parametric Technology Corporation за $62 миллиона. На тот момент компания имела годовой доход $20 миллионов и 130 сотрудников в семи странах, включая Великобританию, Германию и Японию.